# Meade Lux Lewis
Pour les articles homonymes, voir Lewis.
Meade Lux Lewis (né Meade Anderson Lewis le 4 septembre 1905 à Chicago et mort le 7 juin 1964 à Minneapolis) est un compositeur, pianiste américain, l'un des principaux interprètes de boogie-woogie.

## Biographie
Meade Anderson Lewis,  est né à Louisville, mais d'autres sources indiquent Chicago, . Il est le fils de George et Hattie Lewis, son père lui fait prendre des leçons de violon. À la mort de son père, il abandonne le violon pour se tourner vers le piano. Il s'y met avec son ami d'enfance Albert Ammons. Pendant la Grande dépression, ils jouent du piano tout en faisant différents jobs alimentaires (chauffeur de taxi, mécanicien, lavage de voiture, etc.). En décembre 1927, il enregistre un titre : “Honky Tonk Train Blues”, dans le studio de la Paramount de Chicago. Les enregistrements suivants, il les fait en tant qu'accompagnateur de chanteurs qu'il suit dans leurs tournées. De retour à Chicago, en 1935, il fait un nouvel enregistrement de “Honky Tonk Train Blues” pour le label britannique Parlophone.   
En 1936, le producteur John Hammond de passage au Congress Plaza Hotel de Chicago découvre Lux au Doc Huggins Club. Il le retrouve alors qu'il est employé dans une station de lavage de voiture, il l'amène à New York et le fait enregistrer sur un piano de concert "Yancey Special" pour le label Decca, titre qui sera repris en 1938 par le Bob Croby Orchestra, c'est le début du succès.    
Succès qui se confirme lorsque le 23 décembre 1938, John Hammond organise From Spirituals to Swing, un concert au Carnegie Hall de New York, où figurent au programme Albert Ammons, Pete Johnson et lui-même aux côtés de Count Basie et de Joe Turner.    
En 1941, il est engagé par le Cafe Society, club de jazz huppé de New York.    
Jusqu'à son décès il continue de jouer principalement dans des clubs californiens.    
Il décède, en 1964 des suites d'un accident de voiture provoqué par un chauffard.
Le claviériste britannique Keith Emerson reprend une de ses compositions, Honky Tonk Train Blues d'abord en single en 1976, puis sur l'album Works Volume II sorti en 1977, du groupe Emerson Lake and Palmer. 

## Discographie (sélection)
- 1939 : The Blues by Meade 'Lux' Lewis, label Blue note
- 1945 : Blues Boogie Woogie, label, Asch Recordings
- 1952 : Boogie Woogie Classics, label Blue Note
- 1952 : Meade Lux Lewis' Interpretations Of The Great Boogie-Woogie Styles, vol 1, label Atlantic
- 1953 : Opera In Vout / Boogie Woogie At The Philharmonic avec Slim Gaillard et,Bam Brown, label Clef Records,
- 1956 : Cat House Piano, label Verve
- 1956 : Out of the Roaring Twenties, label ABC-Paramount
- 1957 : Barrel House Piano, label Tops Records (en)
- 1961 : The Blues Piano Artistry of Meade Lux Lewis, label Riverside
- 1962 : Boogie Woogie House Party, label Philips
- 2005 : Gliding from Glendale to Chica, label Mis